# بور-دوبا
بور-دوبا (به لاتین: Bor-Doba) یک منطقهٔ مسکونی در قرقیزستان است که در استان اوش واقع شده‌است.